# Наддрук

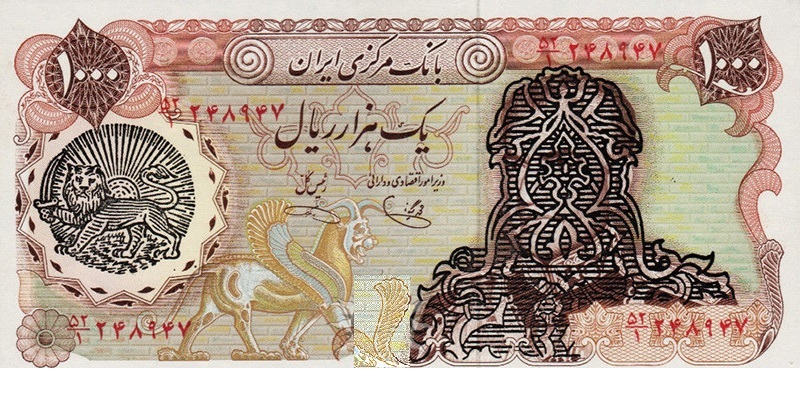
Надрукована іранська банкнота з печаткою Мохаммада Рези Пехлеві, яка була надрукована після революції 1979 року в Ірані.

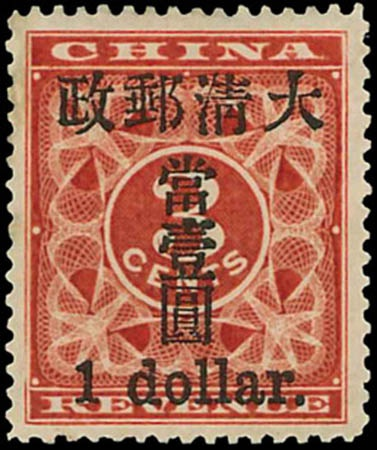
У 2013 році китайська марка Red Revenue 1897 року, наддрукована маленькими літерами «один долар», була продана за 6,9 мільйона гонконгських доларів

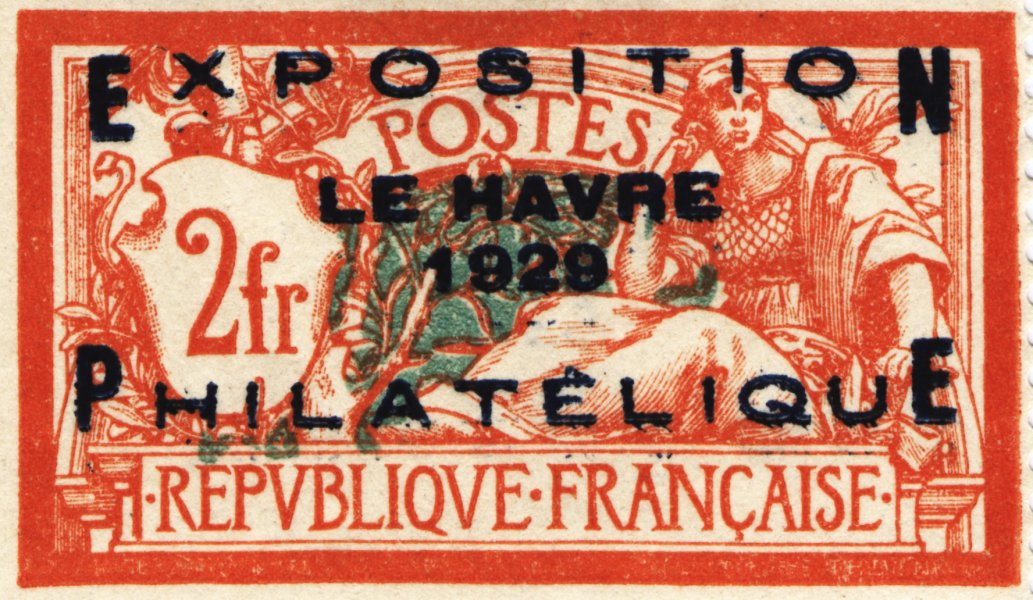
Франція, 1929: Пам'ятна наддруківка для філателістичної виставки в Гаврі.

Наддрук — це додатковий шар тексту або графіки, який наноситься на лицьовий бік поштової чи фіскальної марки, банкнот чи квитків після того, як вони були надруковані.   Поштові відділення найчастіше використовують надпечатки для внутрішніх адміністративних цілей, таких як бухгалтерський облік, але вони також використовуються в звичайній пошті. До загальновизнаних різновидів відносяться пам'ятні надпечатки, які виготовляються для використання і викликають значний інтерес у сфері філателії. 

## Доплата
Термін «доплата» у філателії описує будь-який вид наддруку, який змінює ціну марки.  Доплати підвищують або знижують номінальну вартість існуючих марок, коли ціни змінюються надто швидко, щоб випустити відповідний новий випуск, або просто для використання надлишкових запасів.
Будь-який наддрук, який перераховує номінальну вартість марки в нову валюту, також описується як доплата.  Деякі поштові системи вдавалися до накладних надбавок під час переходу на нову національну грошову систему, наприклад Сьєрра-Леоне, коли Британська Співдружність перейшла на десяткову валюту в 1960-х роках. 
Іноді марки надруковувалися кілька разів. Відомий приклад багаторазового додрукування стався під час німецької гіперінфляції 1921-1923 років. Ціни зростали так швидко і різко, що поштові марки, які у 1920 році коштували п'ять чи десять пфенігів, були надруковані для продажу на суму в тисячі, мільйони, а згодом і мільярди марок. 

## Пам'ятні надпечатки
Наддруки часто використовували як пам’ятні знаки, забезпечуючи швидшу та дешевшу альтернативу розробці та випуску спеціальних марок чи поштових штемпелів. Сполучені Штати, які історично випускали відносно мало ювілейних надпечаток, зробили це в 1928 році для випусків, присвячених Моллі Пітчер і відкриттю Гаваїв. Британські марки, присвячені Чемпіонату світу з футболу 1966 року, були перевидані після перемоги Англії з надписом  «England Winners». Подібним чином Гаяна випустила набір із 32 марок із зображеннями команд усіх учасників Чемпіонату світу 1998 року – після турніру вісім із них було перевидано з надписом, що сповіщає про перемогу Франції.
У деяких рідкісних випадках на сувенірні аркуші наносилися пам'ятні надпечатки. Коли на ці поштові товари наноситься наддрук, він завжди дуже ретельно розміщується для естетичної привабливості, як правило, на порожньому зовнішньому краї («кромці») аркуша паперу.

## Заходи безпеки
Наддруки використовували як заходи безпеки для запобігання зловживанню та крадіжкам.  У дев'ятнадцятому столітті Мексика потерпала від крадіжок марок на шляху до віддалених поштових відділень. Щоб вирішити цю проблему, марки відправляли з Мехіко в місцеві округи, де на них наносили назву округу - без цього напису вони не були дійсними для поштових відправлень.
В Сальвадорі у 1874 році з поштового відділення Сан-Сальвадора було викрадено значну кількість марок. В результаті на всіх марках, що залишилися, було офіційно надруковано «Contrasello», що унеможливило використання марок без надрукованих марок. 
Сполучені Штати використовували подібну стратегію для боротьби з крадіжками в Канзасі та Небрасці в 1929 році, надрукувавши поточний остаточний випуск надписом «Kans». і «Nebr.» до того, як їх відправили з Вашингтона, щоб ускладнити продаж вкрадених марок за межами зазначеного штату.

## Тимчасові наддруки
Тимчасові марки — це поштові марки, що випускаються для тимчасового спеціального використання з метою задоволення попиту, поки не буде введено в обіг регулярний випуск. 

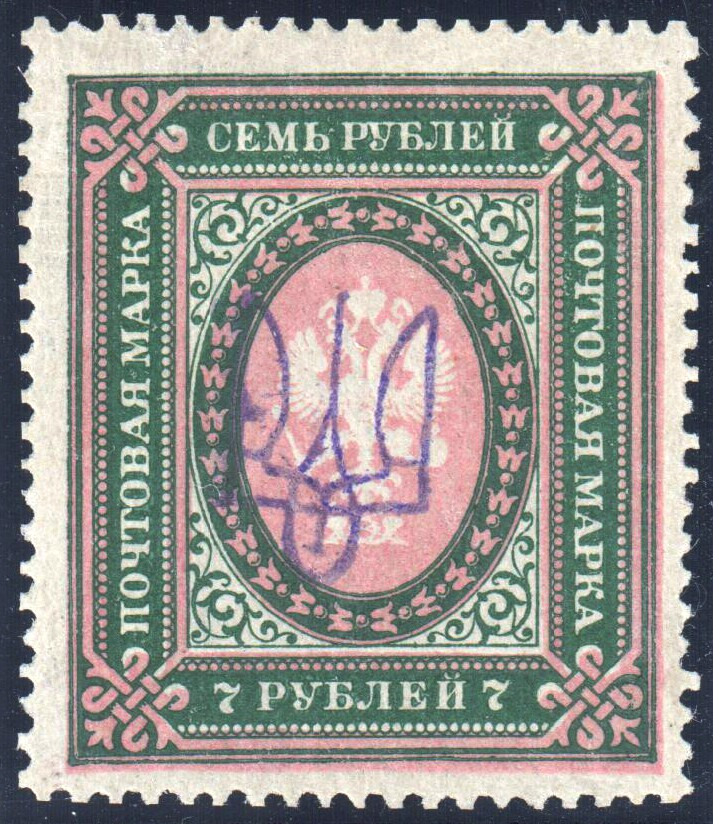
Україна, Київ 1918-1923: наддрукований тризуб на 7-рублевій російській імперській марці Української Народної Республіки.

### Надпечатки часів війни
Під час війни багато країн випускали марки з військовим податком. До того, як можна було надрукувати нові марки, на старих марках часто робили надруковані надбавки або просто напис «Військовий податок».
У реальних зонах бойових дій поповнення запасів марок, як правило, не є пріоритетним завданням для військових. На спірних або окупованих територіях захоплені місцеві марки часто доцільно надруковуються окупаційними військами.

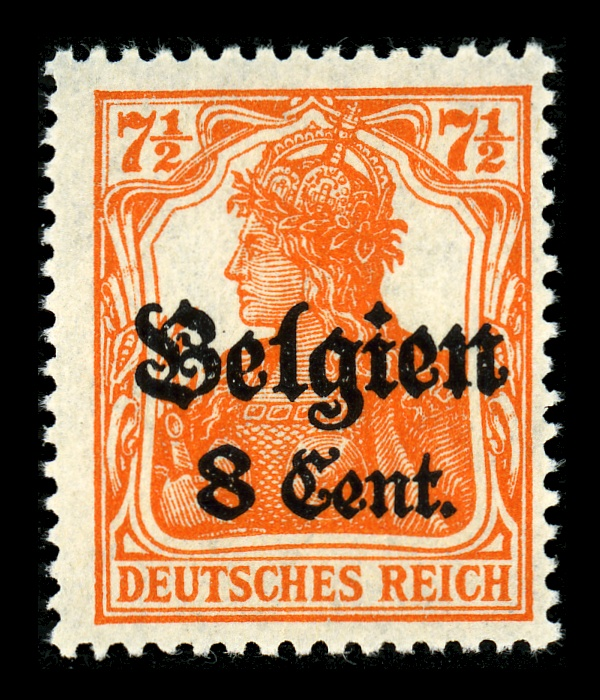
Бельгія, Перша світова війна: Німецька поштова марка з написом «Бельгія» для використання під час німецької окупації.
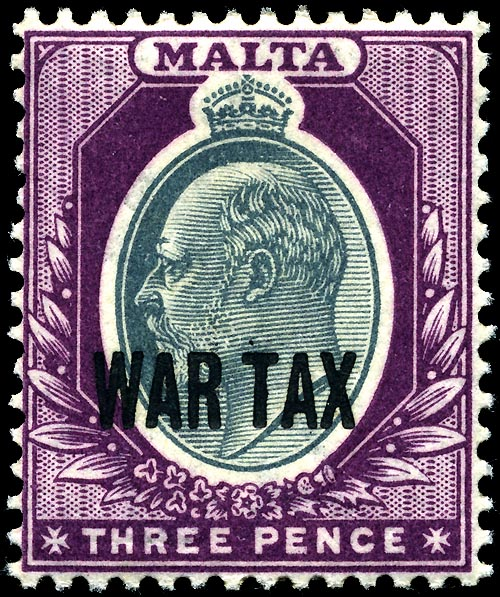
Мальта, 1918 рік: Поштова марка із застосуванням оподаткування воєнного часу.
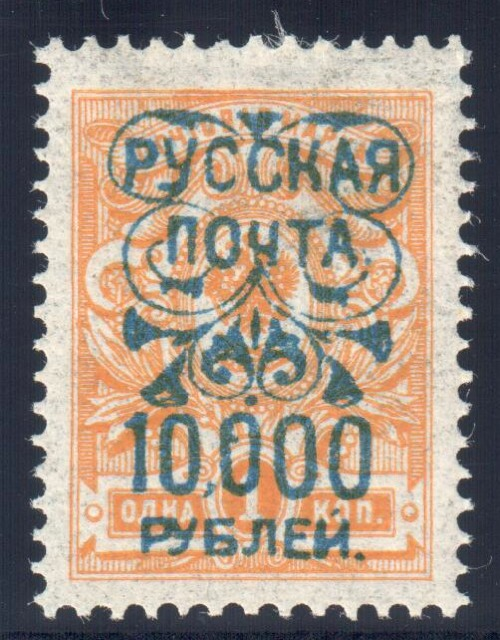
Громадянська війна в Росії, Врангель 1921: Російська імператорська марка 1908-1918 років, надрукована на поштових марках армії Врангеля.
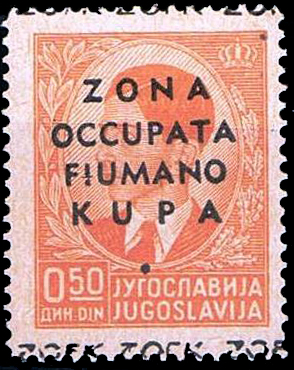
Місто Фіуме та околиці (Фіуме-Купа), 1941 рік: Югославська марка, надрукована під час італійської окупації.
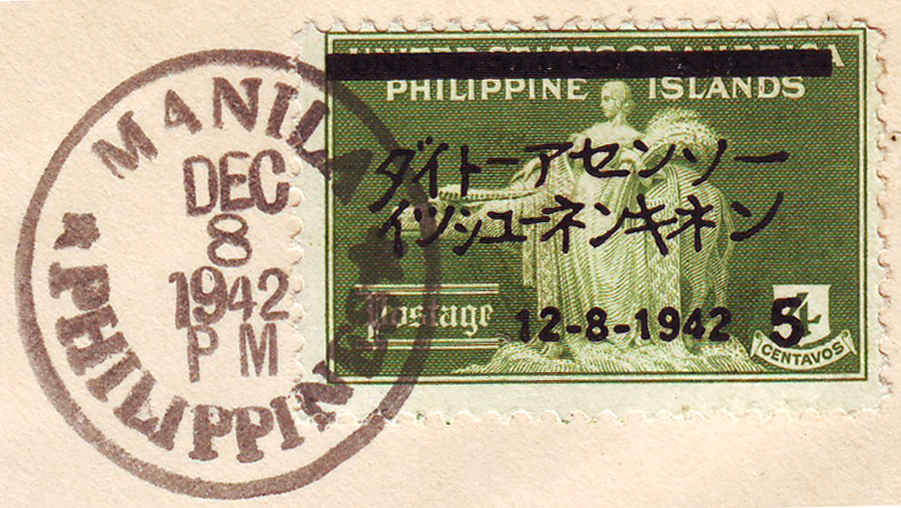
Філіппіни, 1942 рік: Японський окупаційний наддрук на поштовій марці США «Перша річниця Великої війни у Східній Азії», 8 грудня 1942 р. (FD/CDS).
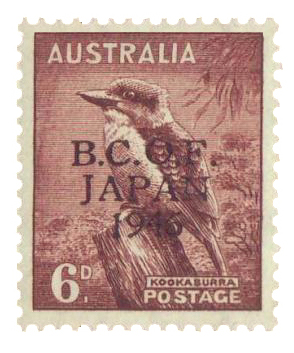
Австралія, 1946 рік: Надлишкова марка кукабурра 1937 року, надрукована для використання окупаційними силами Британської Співдружності в Японії.

## Передпогашення
Будь-яка марка, яка погашена поштовими органами перед продажем, описується як «погашена»:  знак попереднього погашення — це наддрук. Зазвичай це робиться лише тоді, коли марки продаються великими партіями підприємствам або іншим великим організаціям: поштова служба заощаджує час на погашення кожної окремої марки, попередньо погасивши всю придбану партію.  Надпечатки також допомагають запобігти крадіжкам або нецільовому використанню, оскільки вони зазвичай містять назву міста або регіону, в якому будуть використовуватися. На відміну від стандартних анулюючих марок, на них зазвичай не вказується конкретна дата, що дає можливість оптовому покупцеві використовувати їх на власний розсуд. Однак у деяких ситуаціях для позначення терміну дії в надрукованому тексті можуть бути вказані місяці або роки.
Попередні погашення для офіційного використання урядом ретельно готуються, але інші види майже завжди є «важкими погашеннями», які навмисно стирають більшу частину дизайну марки.
Починаючи з 1980-х років, багато сучасних поштових систем більше не використовують надпечатки для позначення оптових покупок. Масова пошта франкується за допомогою штрих-кодів на попередньо надрукованих конвертах або на чистих клейких етикетках. У 2011 році USPS запровадила новий стандарт скасування штрих-кодів.

## Надпечатки зразків
Деякі марки ніколи не придатні для поштового використання. Вони виготовляються для використання в рекламних цілях або як довідковий матеріал поштовими службами та Всесвітнім поштовим союзом (UPU). Ще інші виготовляються друкарнями для підбору кольорів під час послідовних друків. У всіх таких випадках на лицьовій стороні марки буде відображатися слово «зразок» (або «анульовано»). Іноді це слово може бути унікально написане від руки поштовою службою або, що набагато складніше, пробите на марковому папері методом перфорування. Однак найчастіше маркування зразків наносять у вигляді помітного наддруку. 

## Надпечатки на грошових знаках
Після Першої світової війни різні держави-спадкоємці Австро-Угорської імперії робили багатомовні накладки на свою стару імперську валюту, поки не вдалося розробити та обігнути нові купюри.
Під час Другої світової війни грошові знаки з надписом також використовувалися для маркування всіх доларів США на Гавайських островах. Ці гавайські банкноти були виготовлені на випадок, якщо острови були захоплені і окупаційні війська отримали контроль над грошима. 
Гаїтянський гурд був надрукований після несподівано швидкого падіння режиму Бебі Дока Дювальє.  Наддрук складався з червоного кола з косою рискою впоперек і датою кінця режиму Дювальє (7 лютого 1986 року), надрукованою внизу червоним кольором. Грубий символ затуляв собою зображення Малюка Дока і Папи Дока, поки їх не замінили зображеннями постатей з гаїтянської історії. Щось подібне було зроблено в Ірані в 1979 році, коли зображення шаха було покрито хитромудрим орнаментом.

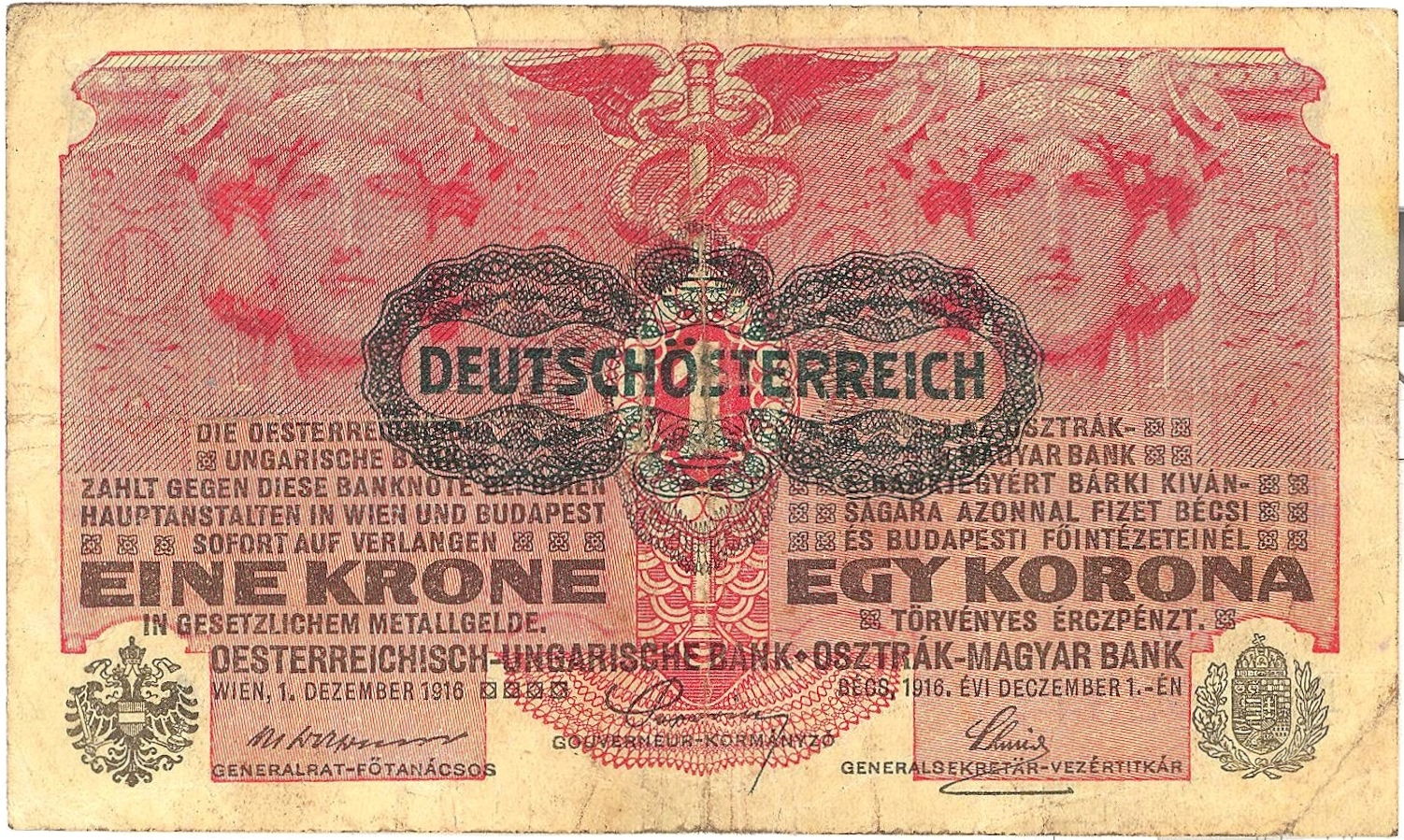
Австрія, 1919 рік: Австро-угорська імператорська крона, що обмежує обіг новоствореної Австрійської Республіки.
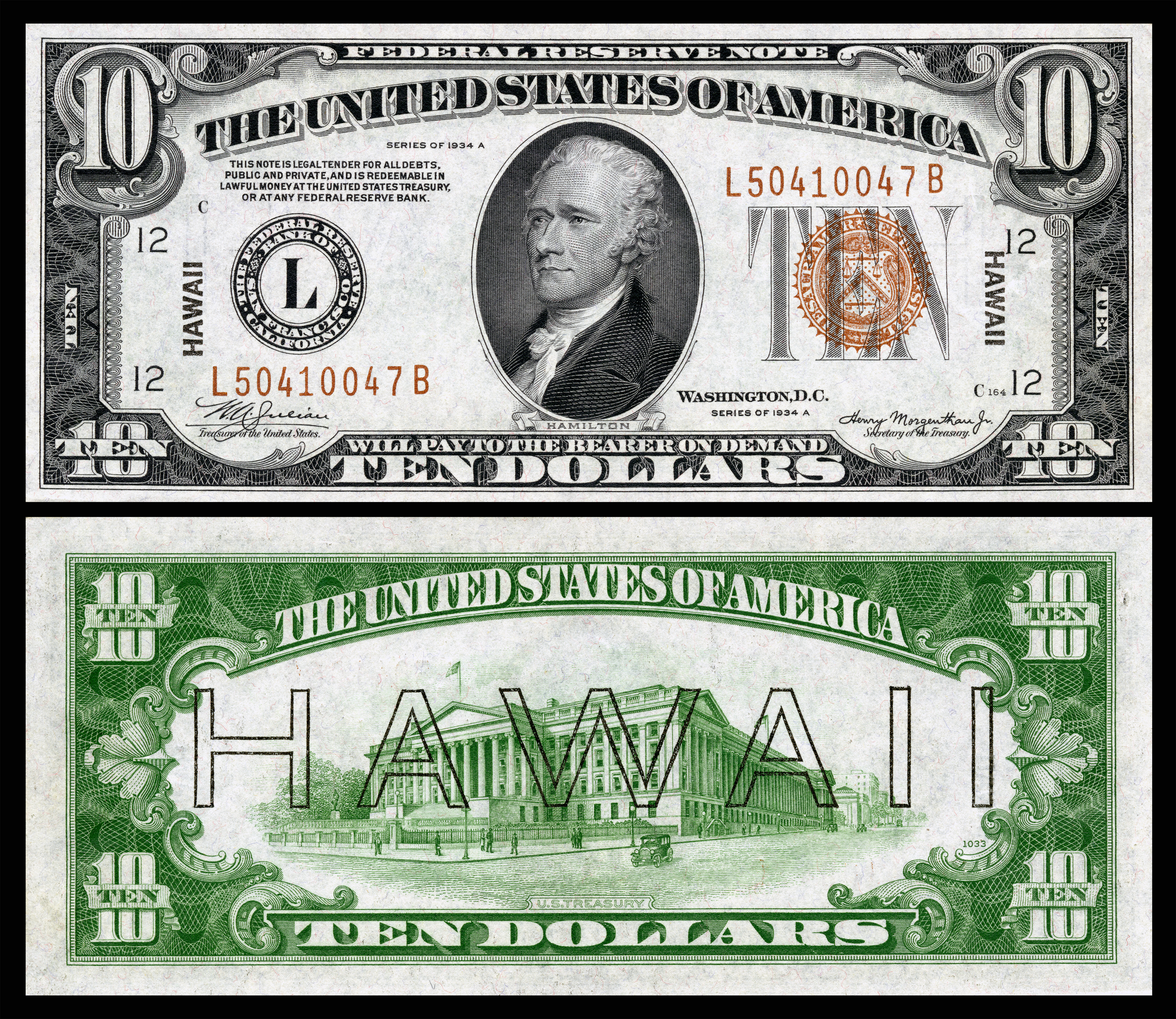
Гавайська банкнота номіналом 10 доларів США 1941 року.
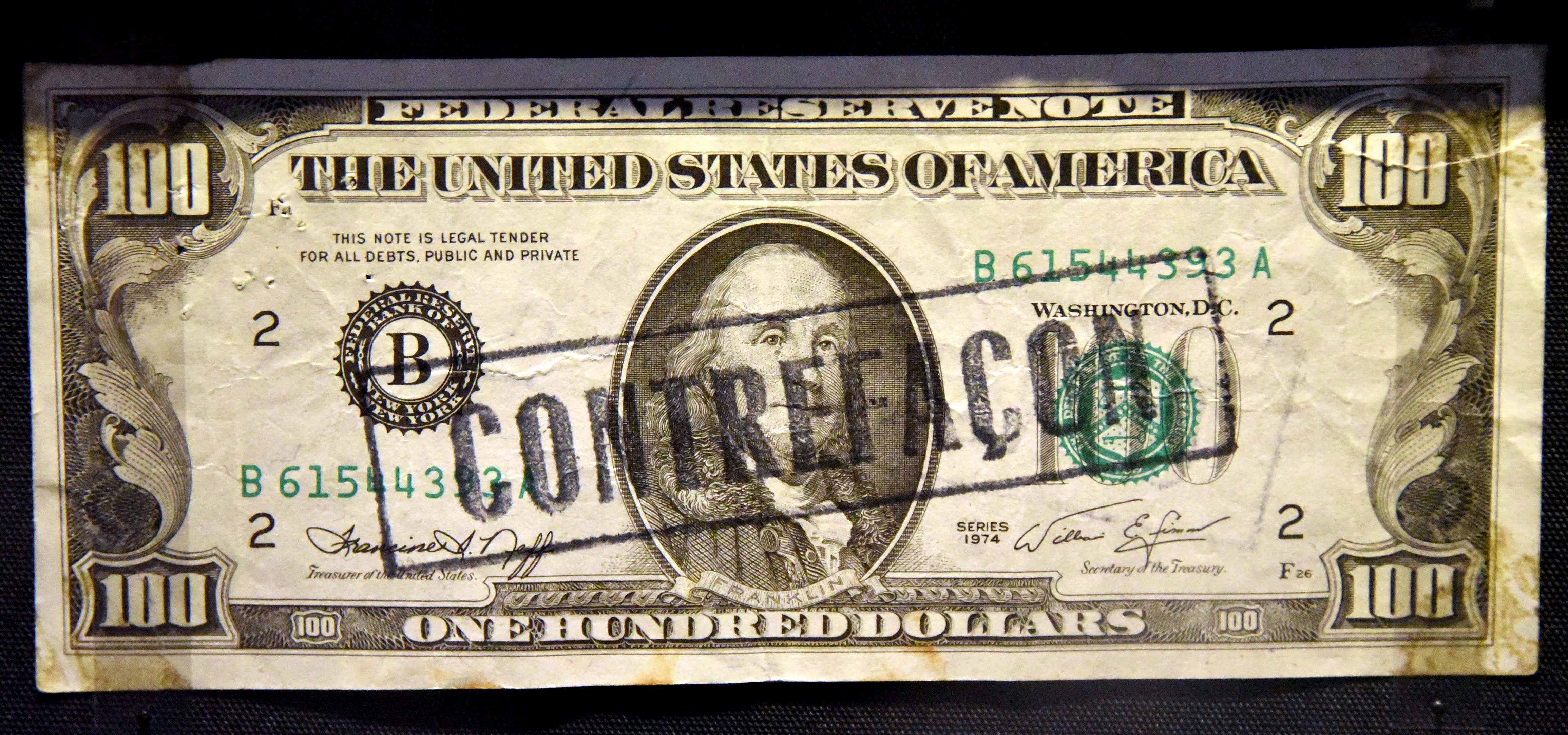
Фальшива 100-доларова банкнота серії 1974 року з надрукованим написом «Contrefaçon» (фальшивка французькою мовою), що вказує на її фальшивий статус.

## Надруки з помилками
Помилки надрукування широко розповсюджені. Відомі подвійні, перевернуті, неправильно написані, неправильні, частково або повністю пропущені надруки.

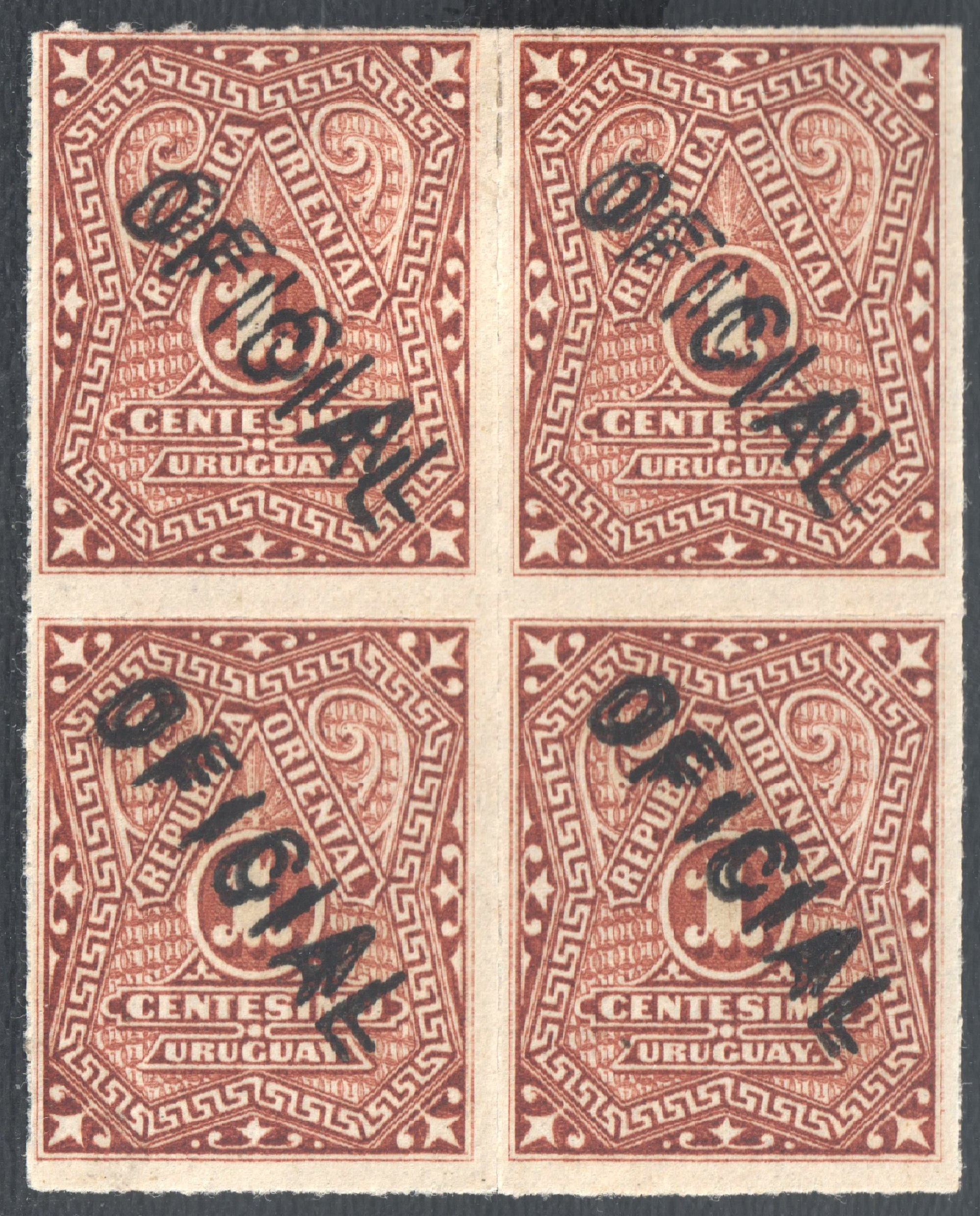
Уругвай, 1880-1882: блок з чотирьох марок з подвійним надписом «OFICIAL».
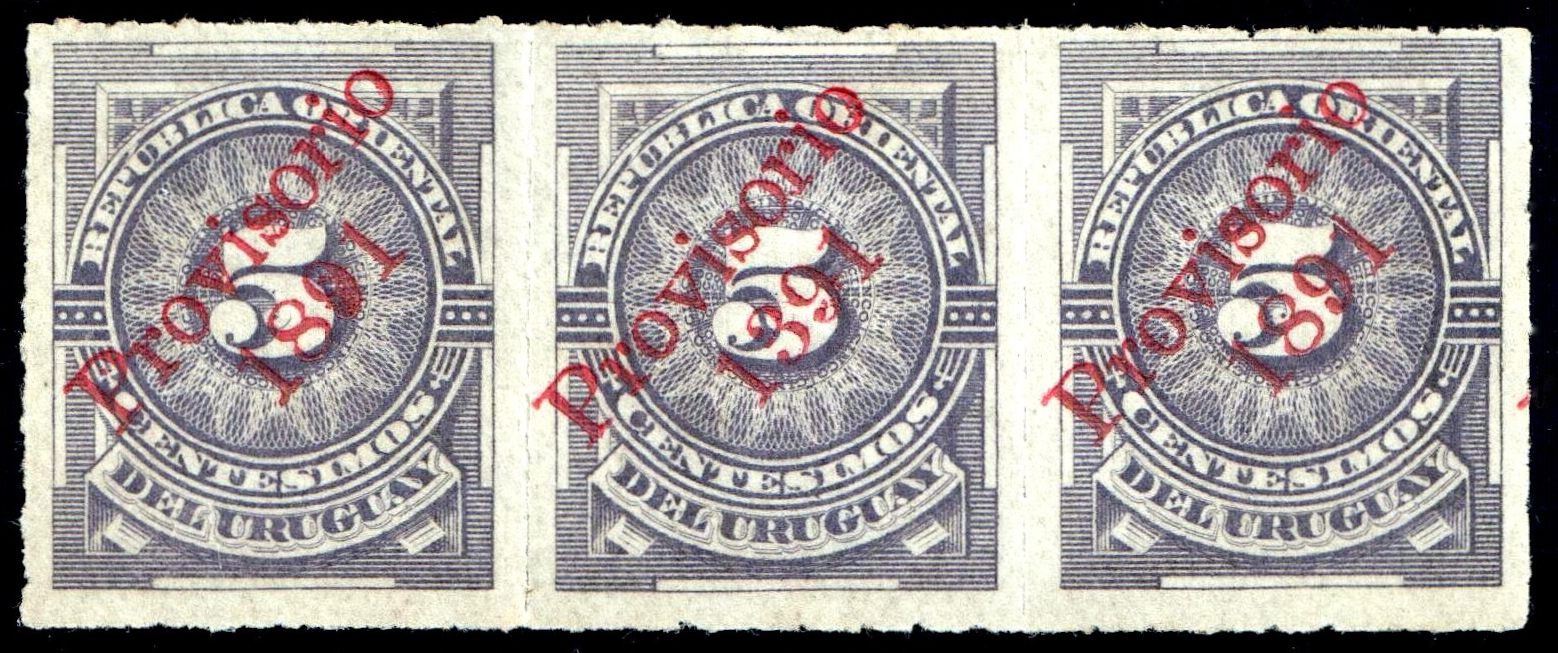
Уругвай, 1891 рік: Помилка наддруку 5c, середній штемпель з «Provisorio 1391» замість «Provisorio 1891».
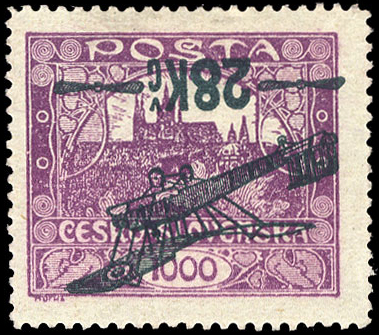
Чехословаччина, 1920 рік: Перевернута авіапоштова марка 28Kc.